# Gran Premio di superbike di Sugo 2000
Il Gran Premio di superbike di Sugo 2000 è stato la terza prova su tredici del campionato mondiale Superbike 2000, disputato il 30 aprile sul circuito di Sugo, ha visto la vittoria di Hitoyasu Izutsu in gara 1, lo stesso pilota si è ripetuto anche in gara 2.
La vittoria nella gara valevole per il campionato mondiale Supersport è stata invece ottenuta da Jörg Teuchert.

## Risultati

### Gara 1

#### Arrivati al traguardo[4]
| Pos. | Nº | Pilota              | Squadra            | Motocicletta      | Giri | Tempo     | Griglia | Punti |
| ---- | -- | ------------------- | ------------------ | ----------------- | ---- | --------- | ------- | ----- |
| 1º   | 64 | Hitoyasu Izutsu     | Kawasaki Racing    | Kawasaki ZX 7RR   | 25   | 37:57.425 | 6º      | 25    |
| 2º   | 41 | Noriyuki Haga       | Yamaha WSBK        | Yamaha YZF R7     | 25   | +0:03.812 | 2º      | 20    |
| 3º   | 7  | Pierfrancesco Chili | Suzuki Alstare     | Suzuki GSX R750   | 25   | +0:04.093 | 8º      | 16    |
| 4º   | 58 | Akira Ryō           | Suzuki             | Suzuki GSX R750   | 25   | +0:04.351 | 9º      | 13    |
| 5º   | 2  | Colin Edwards       | Castrol Honda      | Honda VTR1000     | 25   | +0:05.012 | 1º      | 11    |
| 6º   | 59 | Keiichi Kitagawa    | Suzuki             | Suzuki GSX R750   | 25   | +0:06.463 | 7º      | 10    |
| 7º   | 61 | Makoto Tamada       | Kotake RSC         | Honda RC45        | 25   | +0:09.032 | 3º      | 9     |
| 8º   | 57 | Wataru Yoshikawa    | Yamaha Racing      | Yamaha YZF R7     | 25   | +0:16.878 | 4º      | 8     |
| 9º   | 3  | Troy Corser         | Aprilia Racing     | Aprilia RSV 1000  | 25   | +0:32.924 | 5º      | 7     |
| 10º  | 6  | Gregorio Lavilla    | Kawasaki Racing    | Kawasaki ZX 7RR   | 25   | +0:48.094 | 13º     | 6     |
| 11º  | 13 | Andreas Meklau      | Gerin WSBK         | Ducati 996 RS2000 | 25   | +1:00.294 | 23º     | 5     |
| 12º  | 33 | Robert Ulm          | Gerin WSBK         | Ducati 996 RS2000 | 25   | +1:04.703 | 21º     | 4     |
| 13º  | 63 | Yuichi Takeda       | Sakurai Honda      | Honda VTR1000     | 25   | +1:06.927 | 20º     | 3     |
| 14º  | 19 | Juan Borja          | Ducati NCR         | Ducati RS 996     | 25   | +1:15.634 | 22º     | 2     |
| 15º  | 35 | Giovanni Bussei     | Kawasaki Bertocchi | Kawasaki ZX 7RR   | 25   | +1:16.107 | 19º     | 1     |
| 16º  | 36 | Manabu Kamada       | Castrol Honda      | Honda VTR1000     | 25   | +1:22.116 | 15º     |       |
| 17º  | 23 | Jiří Mrkývka        | JM SBK             | Ducati 996 R      | 24   | +1 giro   | 32º     |       |
| 18º  | 38 | Lance Isaacs        | Ducati NCR         | Ducati RS 996     | 24   | +1 giro   | 28º     |       |
| 19º  | 20 | Marco Borciani      | Pedercini          | Ducati RS 996     | 24   | +1 giro   | 27º     |       |
| 20º  | 69 | Jonnie Ekerold      | White Endurance    | Honda VTR1000     | 24   | +1 giro   | 31º     |       |
| 21º  | 44 | Claude-Alain Jäggi  | Philippe Coulon    | Honda VTR1000     | 23   | +2 giri   | 33º     |       |

#### Ritirati
| Nº  | Pilota               | Squadra            | Motocicletta    | Giri | Griglia |
| --- | -------------------- | ------------------ | --------------- | ---- | ------- |
| 4   | Akira Yanagawa       | Kawasaki Racing    | Kawasaki ZX 7RR | 18   | 10º     |
| 501 | Anthony Gobert       | MVR Bimota Exp.    | Bimota SB8K     | 16   | 24º     |
| 46  | Mauro Sanchini       | Pedercini          | Ducati RS 996   | 9    | 26º     |
| 11  | Lucio Pedercini      | Pedercini          | Ducati RS 996   | 8    | 30º     |
| 12  | Haruchika Aoki       | R & D Bieffe       | Ducati RS 996   | 7    | 25º     |
| 62  | Tamaki Serizawa      | Kawasaki Racing    | Kawasaki ZX 7RR | 1    | 14º     |
| 21  | Troy Bayliss         | Ducati Infostrada  | Ducati 996      | 0    | 11º     |
| 155 | Ben Bostrom          | Ducati Infostrada  | Ducati 996      | 0    | 12º     |
| 9   | Katsuaki Fujiwara    | Suzuki Alstare     | Suzuki GSX R750 | 0    | 16º     |
| 10  | Vittoriano Guareschi | Yamaha WSBK        | Yamaha YZF R7   | 0    | 18º     |
| 15  | Igor Antonelli       | Kawasaki Bertocchi | Kawasaki ZX 7RR | 0    | 29º     |

### Gara 2

#### Arrivati al traguardo[5]
| Pos. | Nº  | Pilota           | Squadra           | Motocicletta      | Giri | Tempo     | Griglia | Punti |
| ---- | --- | ---------------- | ----------------- | ----------------- | ---- | --------- | ------- | ----- |
| 1º   | 64  | Hitoyasu Izutsu  | Kawasaki Racing   | Kawasaki ZX 7RR   | 25   | 37:47.120 | 6º      | 25    |
| 2º   | 57  | Wataru Yoshikawa | Yamaha Racing     | Yamaha YZF R7     | 25   | +0:00.223 | 4º      | 20    |
| 3º   | 2   | Colin Edwards    | Castrol Honda     | Honda VTR1000     | 25   | +0:04.302 | 1º      | 16    |
| 4º   | 41  | Noriyuki Haga    | Yamaha WSBK       | Yamaha YZF R7     | 25   | +0:07.252 | 2º      | 13    |
| 5º   | 3   | Troy Corser      | Aprilia Racing    | Aprilia RSV 1000  | 25   | +0:14.772 | 5º      | 11    |
| 6º   | 4   | Akira Yanagawa   | Kawasaki Racing   | Kawasaki ZX 7RR   | 25   | +0:17.537 | 10º     | 10    |
| 7º   | 62  | Tamaki Serizawa  | Kawasaki Racing   | Kawasaki ZX 7RR   | 25   | +0:17.704 | 14º     | 9     |
| 8º   | 59  | Keiichi Kitagawa | Suzuki            | Suzuki GSX R750   | 25   | +0:23.521 | 7º      | 8     |
| 9º   | 58  | Akira Ryō        | Suzuki            | Suzuki GSX R750   | 25   | +0:25.507 | 9º      | 7     |
| 10º  | 6   | Gregorio Lavilla | Kawasaki Racing   | Kawasaki ZX 7RR   | 25   | +0:39.904 | 13º     | 6     |
| 11º  | 19  | Juan Borja       | Ducati NCR        | Ducati RS 996     | 25   | +0:44.257 | 22º     | 5     |
| 12º  | 13  | Andreas Meklau   | Gerin WSBK        | Ducati 996 RS2000 | 25   | +0:57.581 | 23º     | 4     |
| 13º  | 155 | Ben Bostrom      | Ducati Infostrada | Ducati 996        | 25   | +1:01.090 | 12º     | 3     |
| 14º  | 33  | Robert Ulm       | Gerin WSBK        | Ducati 996 RS2000 | 25   | +1:12.797 | 21º     | 2     |
| 15º  | 36  | Manabu Kamada    | Castrol Honda     | Honda VTR1000     | 25   | +1:12.865 | 15º     | 1     |
| 16º  | 63  | Yuichi Takeda    | Sakurai Honda     | Honda VTR1000     | 25   | +1:13.010 | 20º     |       |
| 17º  | 38  | Lance Isaacs     | Ducati NCR        | Ducati RS 996     | 24   | +1 giro   | 28º     |       |
| 18º  | 46  | Mauro Sanchini   | Pedercini         | Ducati RS 996     | 24   | +1 giro   | 26º     |       |
| 19º  | 20  | Marco Borciani   | Pedercini         | Ducati RS 996     | 24   | +1 giro   | 27º     |       |

#### Ritirati
| Nº  | Pilota               | Squadra            | Motocicletta    | Giri | Griglia |
| --- | -------------------- | ------------------ | --------------- | ---- | ------- |
| 9   | Katsuaki Fujiwara    | Suzuki Alstare     | Suzuki GSX R750 | 24   | 16º     |
| 12  | Haruchika Aoki       | R & D Bieffe       | Ducati RS 996   | 15   | 25º     |
| 35  | Giovanni Bussei      | Kawasaki Bertocchi | Kawasaki ZX 7RR | 13   | 19º     |
| 44  | Claude-Alain Jäggi   | Philippe Coulon    | Honda VTR1000   | 10   | 33º     |
| 23  | Jiří Mrkývka         | JM SBK             | Ducati 996 R    | 9    | 32º     |
| 7   | Pierfrancesco Chili  | Suzuki Alstare     | Suzuki GSX R750 | 5    | 8º      |
| 69  | Jonnie Ekerold       | White Endurance    | Honda VTR1000   | 5    | 31º     |
| 11  | Lucio Pedercini      | Pedercini          | Ducati RS 996   | 5    | 30º     |
| 10  | Vittoriano Guareschi | Yamaha WSBK        | Yamaha YZF R7   | 2    | 18º     |
| 501 | Anthony Gobert       | MVR Bimota Exp.    | Bimota SB8K     | 2    | 24º     |
| 15  | Igor Antonelli       | Kawasaki Bertocchi | Kawasaki ZX 7RR | 1    | 29º     |
| 61  | Makoto Tamada        | Kotake RSC         | Honda RC45      | 0    | 3º      |
| 21  | Troy Bayliss         | Ducati Infostrada  | Ducati 996      | 0    | 11º     |

### Supersport

#### Arrivati al traguardo
| Pos. | Nº | Pilota                | Squadra            | Motocicletta     | Giri | Tempo     | Punti |
| ---- | -- | --------------------- | ------------------ | ---------------- | ---- | --------- | ----- |
| 1º   | 4  | Jörg Teuchert         | Alpha Technik      | Yamaha YZF R6    | 25   | 39'42.260 | 25    |
| 2º   | 6  | Christian Kellner     | Alpha Technik      | Yamaha YZF R6    | 25   | +0.657    | 20    |
| 3º   | 1  | Stéphane Chambon      | Suzuki Alstare     | Suzuki GSX R 600 | 25   | +0.969    | 16    |
| 4º   | 69 | James Whitham         | Yamaha Belgarda    | Yamaha YZF R6    | 25   | +1.354    | 13    |
| 5º   | 2  | Iain MacPherson       | Kawasaki Racing    | Kawasaki ZX 6R   | 25   | +4.662    | 11    |
| 6º   | 31 | Karl Muggeridge       | Ten Kate Honda     | Honda CBR 600    | 25   | +10.208   | 10    |
| 7º   | 7  | Fabrizio Pirovano     | Suzuki Alstare     | Suzuki GSX R 600 | 25   | +11.464   | 9     |
| 8º   | 12 | Andrew Pitt           | Kawasaki Racing    | Kawasaki ZX 6R   | 25   | +11.781   | 8     |
| 9º   | 3  | Piergiorgio Bontempi  | D.C.R. Pirelli     | Ducati 748 R     | 25   | +14.840   | 7     |
| 10º  | 21 | Massimo Meregalli     | Yamaha Belgarda    | Yamaha YZF R6    | 25   | +17.842   | 6     |
| 11º  | 35 | Shinya Takeishi       | Castrol Honda      | Honda CBR 600 F  | 25   | +19.767   | 5     |
| 12º  | 29 | Christer Lindholm     | Dee Cee Jeans      | Yamaha R6        | 25   | +27.174   | 4     |
| 13º  | 52 | Ichiro Asai           | Foundation         | Ducati 748 R     | 25   | +36.897   | 3     |
| 14º  | 14 | Christophe Cogan      | BKM Racing         | Yamaha R6        | 25   | +41.923   | 2     |
| 15º  | 9  | Wilco Zeelenberg      | Dee Cee Jeans      | Yamaha R6        | 25   | +46.636   | 1     |
| 16º  | 22 | Werner Daemen         | Yamaha Belgium     | Yamaha R6        | 25   | +46.678   |       |
| 17º  | 10 | William Costes        | Honda France Elf   | Honda CBR 600    | 25   | +47.257   |       |
| 18º  | 5  | Rubén Xaus            | Ducati Infostrada  | Ducati 748 RS    | 25   | +52.001   |       |
| 19º  | 55 | Norino Brignola       | Lorenzini by Leoni | Yamaha R6        | 25   | +58.863   |       |
| 20º  | 24 | Maurizio Prattichizzo | Gi Motorsport      | Yamaha R6        | 25   | +1'11.007 |       |
| 21º  | 25 | Igor Jerman           | TDC Desenzano      | Ducati 748 RS    | 25   | +1'22.818 |       |

#### Ritirati
| Nº | Pilota                | Squadra            | Motocicletta     | Giri |
| -- | --------------------- | ------------------ | ---------------- | ---- |
| 19 | Walter Tortoroglio    | D.F.X. Racing      | Ducati 748       | 24   |
| 33 | Greg Dreyer           | Ten Kate Honda     | Honda CBR 600    | 23   |
| 18 | Vittorio Iannuzzo     | Lorenzini by Leoni | Yamaha R6        | 22   |
| 23 | Davide Bulega         | Gi Motorsport      | Yamaha R6        | 20   |
| 26 | Kyro Verstraeten      | Yamaha Belgium     | Yamaha R6        | 16   |
| 17 | Pere Riba             | Castrol Honda      | Honda CBR 600    | 13   |
| 20 | Karl Harris           | Metalsistem Endoug | Suzuki GSX 600   | 11   |
| 77 | Andrea Giachino       | Monza Corse        | Suzuki GSX R 600 | 11   |
| 53 | Noriyasu Numata       | Eijyu Pro Racing   | Yamaha           | 10   |
| 8  | Cristiano Migliorati  | Metalsistem Endoug | Suzuki GSX 600   | 10   |
| 28 | Michele Malatesta     | TDC Desenzano      | Ducati 748 RS    | 10   |
| 16 | Sébastien Charpentier | Honda France Elf   | Honda CBR 600    | 9    |
| 15 | Paolo Casoli          | Ducati Infostrada  | Ducati 748       | 7    |
| 34 | Yves Briguet          | D.F.X. Racing      | Ducati 748       | 6    |